# Афганская сабля

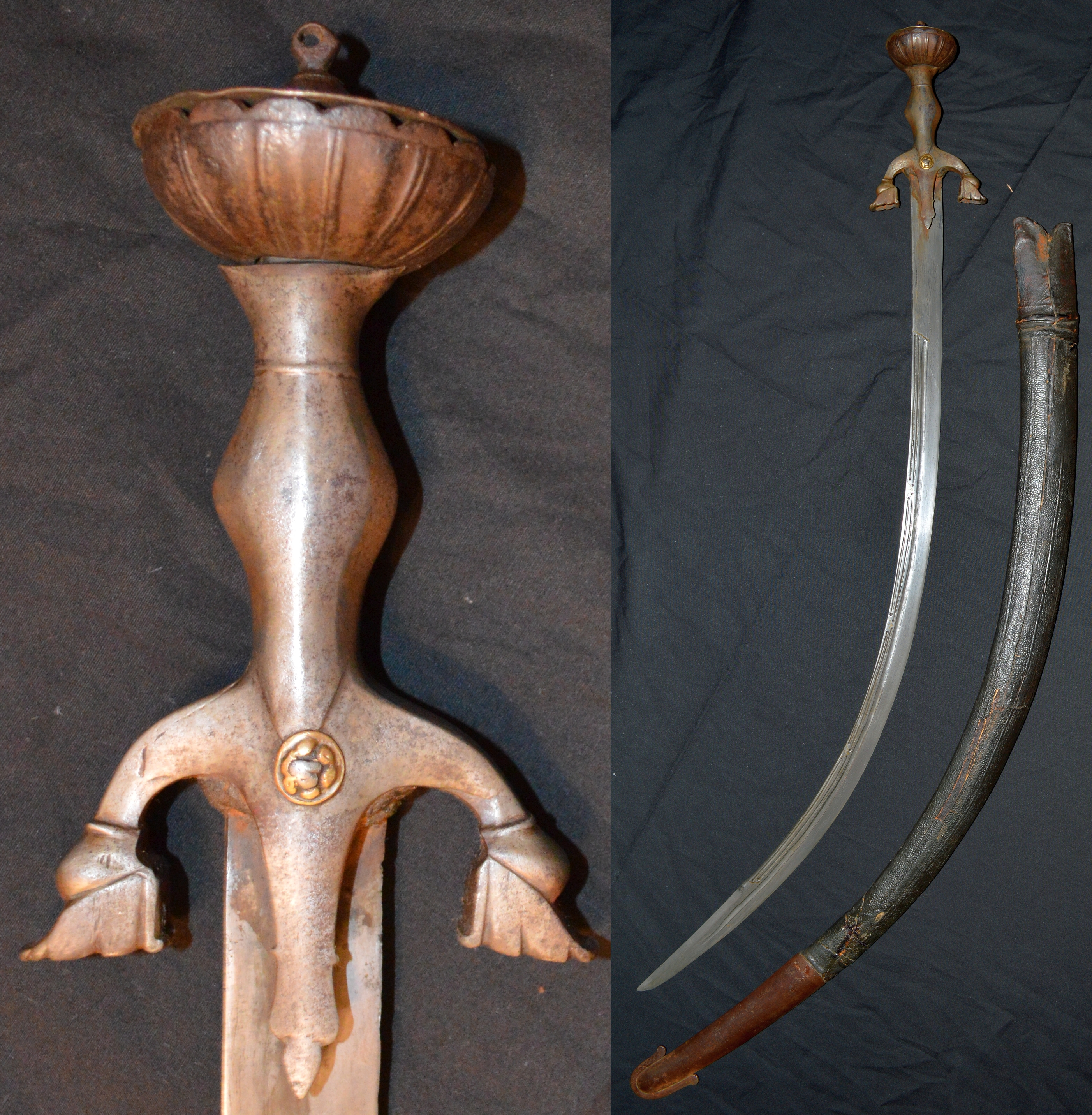
Афганская сабля (пульвар)

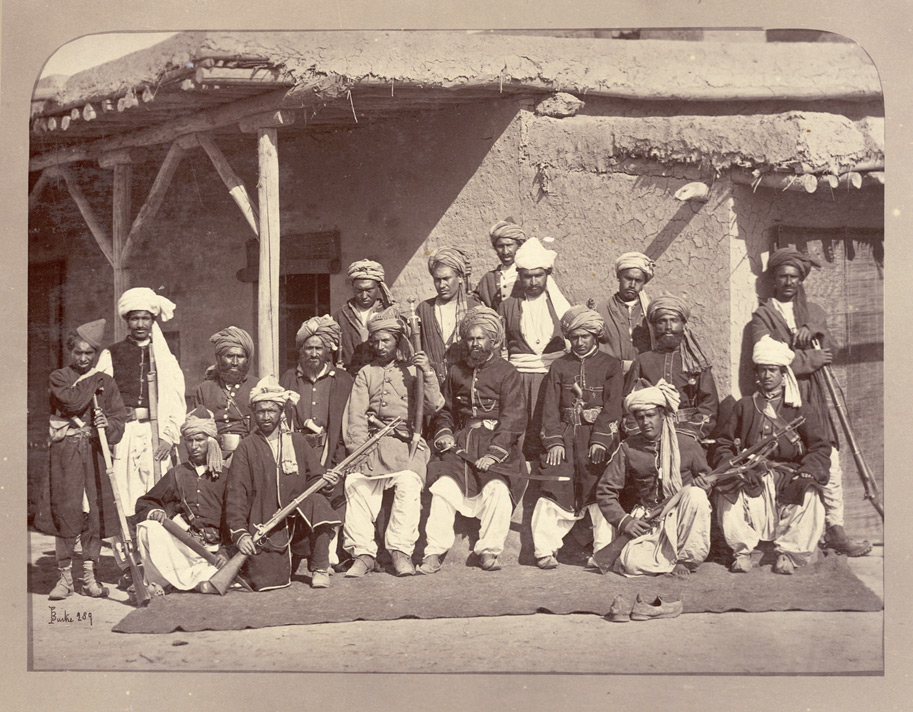
Афганские полицейские в Кабуле, около 1880 года. В центре один из мужчин вертикально держит пульвар, а его сосед положил руку на свой персидский шамшир.

Афганская сабля (пульвар) — разновидность сабли, распространённая в Афганистане в XVIII—XIX веках. Клинок афганских сабель не слишком отличается от аналогичных иранских и индийских клинков, но рукоять полностью изготовлена из стали. В орнаменте афганских сабель можно увидеть явные отголоски культуры соседних стран. Украшают ножны, клинки и рукояти гравировкой и насечкой. В узорах видны цветы и лепестки — это традиционно восточные элементы орнамента, а также завитки и раковины — заимствование из Европы.
Пульвары имеют схожее происхождение с саблями соседних стран. Изначально в Афганистане оружием обычных людей служили салавар-ятаганы, тогда как самые зажиточные слои населения могли себе позволить привозные мечи из Персии или Индии, оказавшие в итоге влияние на конструкцию пульвара.
Афганская сабля близка по конструкции к индийскому тальвару, но имеет более выраженный дол, загнутую с обеих сторон в сторону клинка поперечную гарду, а навершие имеет не дискообразную форму, как у тальвара, а напоминает чашу.